# جورج إل. فوربس
جورج إل. فوربس (بالإنجليزية: George L. Forbes)‏ هو سياسي أمريكي، ولد في 4 أبريل 1931 في الولايات المتحدة. حزبياً، نشط في الحزب الديمقراطي.